# Georg Volkert
Georg Volkert (Ansbach, 1945. november 28. – Erlangen, 2020. augusztus 16.) nyugatnémet válogatott német labdarúgó, csatár.

## Pályafutása

### Klubcsapatban
1965 és 1969 között az 1. FC Nürnberg, 1969 és 1971 között a svájci FC Zürich, 1971 és 1978 között a Hamburger SV labdarúgója volt. 1976-ban nyugatnémet kupát nyert a hamburgi csapattal és indulhattak a kupagyőztesek Európa-kupája sorozatban, amelyet meg is nyertek 1977-ben. 1978 és 1980 között a VfB Stuttgart játékosa volt. 1980–81-ben az 1. FC Nürnberg csapatában fejezte be az aktív labdarúgást.

### A válogatottban
1968 és 1977 között 12 alkalommal szerepelt a nyugatnémet válogatottban és két gólt szerzett.

## Sikerei, díjai
1. FC Nürnberg
- Nyugatnémet bajnokság (Bundesliga)
  - bajnok: 1967–68

 FC Zürich
- Svájci kupa
  - győztes: 1970

 Hamburger SV
- Nyugatnémet bajnokság (Bundesliga)
  - 2.: 1975–76
- Nyugatnémet kupa (DFB-Pokal)
  - győztes: 1976
  - döntős: 1974
- Kupagyőztesek Európa-kupája (KEK)
  - győztes: 1976–77